# Ilmari Krohn

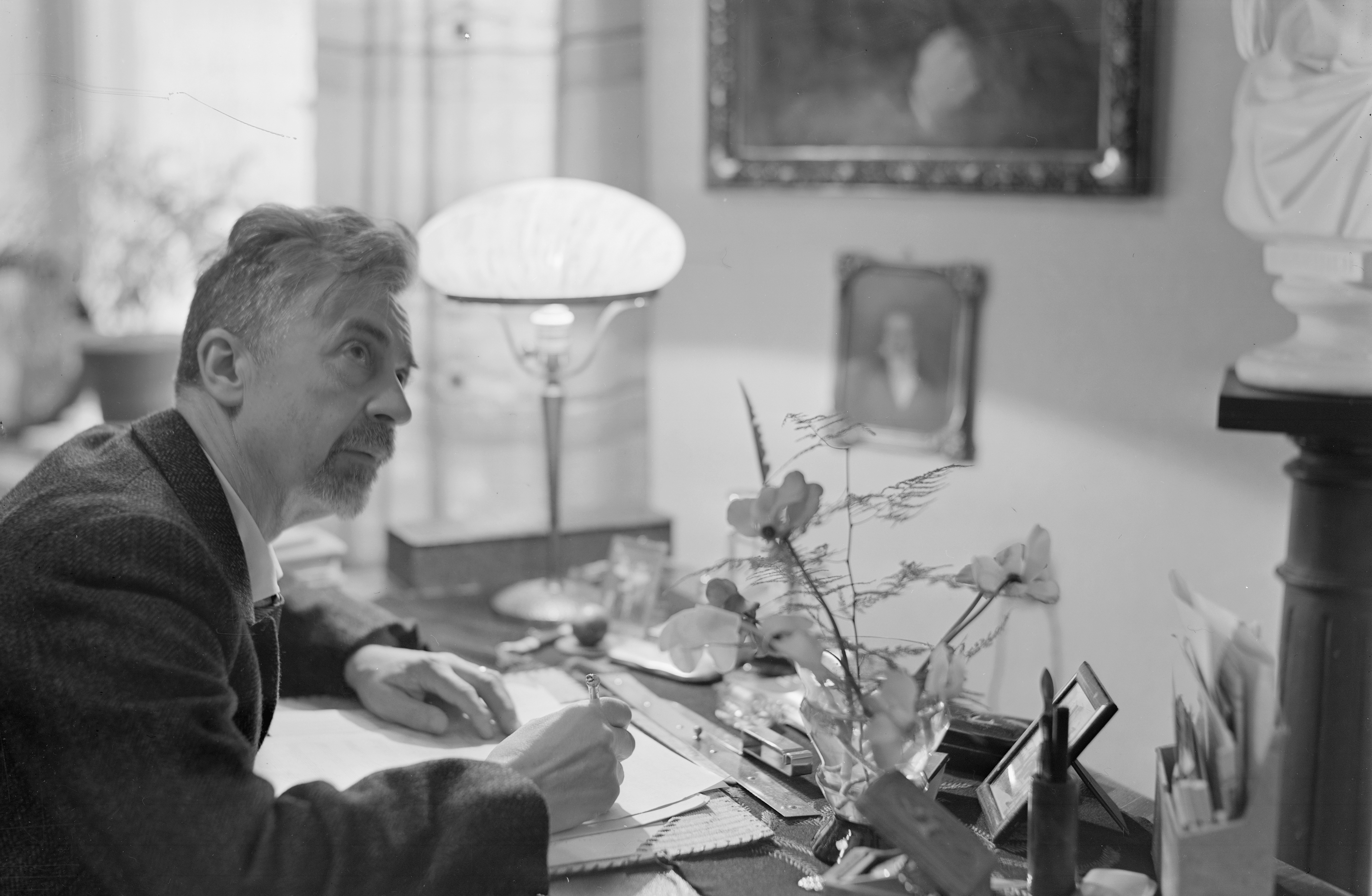
Ilmari Krohn år 1937.

Ilmari Henrik Reinhold Krohn, född 8 november 1867 i Helsingfors, död där 25 april 1960, var en finländsk musikvetare, musikskriftställare och tonsättare. Han var son till Julius Krohn och bror till Aino Kallas och K.L. Krohn.

## Biografi
Krohn var elev till Richard Faltin i Helsingfors (1885–1886) och studerade sedan vid konservatoriet i Leipzig (1886–1890). Han blev 1918 extraordinarie professor i musikvetenskap vid Helsingfors universitet. Krohn ägnade sig särskilt åt studiet av finsk folk- och konstmusik och utgav en metodiskt ordnad samling av finska folkvisor, Suomen kansan sävelmiä i 3 band (1893–1932). Han författade även musikteoretiska verk om Jean Sibelius och Anton Bruckner och komponerade en opera, tre oratorier, solo- och körsånger med mera.
Han är begravd på Sandudds begravningsplats i Helsingfors.

## Utmärkelser
- Kommendörstecknet av Finlands Vita Ros’ orden,  1937[2]

[Redigera Wikidata]